# Kasna antika
Kasna antika je izraz kojim se opisuje period istorije Evrope i mediteranskog sveta koji predstavlja završni deo Starog veka, odnosno prelaz od starog veka u (rani) srednji vek. Kao njegov početak se obično uzima godina 284. kada je nad tadašnjim Rimskim carstvom vlast preuzeo car Dioklecijan i uspostavio novi politički režim dominata. Kao kraj se tradicionalno uzima kraj starog veka, odnosno godina 476. i pad Zapadnog rimskog carstva. Novije generacije istoričara su, međutim, počele pojam kasne antike širiti i na kasnije periode, te se kao datumi konačnog kraja antike ponekad navode 529. godina - kada je vizantijski car Justinijan zatvorio poslednje nehrišćanske škole - odnosno sredina 7. veka i muslimanska osvajanja koja je dovela do trajne političke, kulturne i ekonomske podele u antici dotada jedinstvenog prostora Mediterana.
Kasna antika je bila period velikih političkih, ekonomskih i kulturnih promena, od kojih je najvažnije uvođenje hrišćanstva kao službene, a na kraju i jedine dozvoljene religije na prostoru Rimskog carstva, što je dovelo do postepenog nestanka dotadašnje grčko-rimske kulture, odnosno Velika seoba naroda koja je drastično izmenila etnički sastav i kulturna obeležja velikih delova Evrope. U političkom smislu je najvažniji događaj bio pad Rimskog carstva čijim je nestankom na Zapadu stvoren vakuum koji su ispunila tzv. varvarska kraljevstva koja će se postepeno transformirati u zametke današnjih nacionalnih država.
Evropska istoriografija tradicionalno kasnu antiku opisuje kao arhetip slabljenja i propadanja civilizacije odnosno društvenog kolapsa. Izraz „kasna antika” se, delom i zbog toga, razvio u nemačkoj istoriografiji kako bi ukazao da je taj proces prelaza iz starog u srednji vek bio mnogo postepeniji, složeniji; njime se, između ostalog, nastoji istisnuti i dotada popularni izraz mračno doba koji se smatra neobjektivnim i „politički nekorektnim”.

## Terminologija
Termin Spätantike, doslovno „kasna antika”, su koristili nemački istoričari od vremena kad je taj naziv promovisao Alojz Rigl početkom 20. veka. U literaturi na engleskom jeziku je ovaj termin delom postao zastupljen zahvaljujući radovima Petera Brauna, čiji je pregled Svet kasne antike. 1971. revidirao post-Gibonovo gledište zastarele i okoštale klasične kulture, u korist vibrantnog razdoblja obnove i početaka, i čiji je rad „Razvoj kasne antike” (engl. The Making of Late Antiquity) ponudio novu paradigmu shvaćanja promena u zapadnoj kulturi tog vremena kako bi se suočio sa gledištima izloženim u delu Ser Ričarda Saderna „Razvoj srednjeg veka” (engl. The Making of the Middle Ages).
Kontinuitete između kasnog Rimskog carstva, kao što je reorganizovano u vreme Dioklecijan (v. 284–305), i ranog srednje veka su naglašavali autori koji su želeli da naglase da se seme srednjevekovne kulture već razvijalo u hrišćanizovanom carstvu, i da se proces nastavio u Istočnom rimskom carstvu ili Vizantijskom carstvu bar do dospeća islama. Istovremeno, neka migrirajuća germanska plemena kao što su Ostrogoti i Vizigoti videli su sebe kao ovekovečenje „rimske” tradicije. Dok upotreba izraza „kasna antika” sugeriše da su društveni i kulturni prioriteti klasične antike opstali širom Evrope sve do srednjeg veka, upotreba izraza „rani srednji vek” ili „rana Vizantija” naglašava prekid klasične prošlosti, a termin „migracioni period” ima tendenciju stavljanja umanjenog naglasaka na poremećaje u bivšem Zapadnom rimskom carstvu uzrokovane kreiranjem germanskih carstava unutar njegovih granica počevši od gotskih federata u Akvitanskoj Galiji 418. godine.

## Religija
Jedna od najvažnijih transformacija u kasnoj antici bila je formiranje i evolucija abrahamskih religija: hrišćanstva, rabinskog judaizma i, konačno, islama.
Prekretnica u širenju hrišćanstva bilo je preobraćenje cara Konstantina Velikog (v. 306–337) 312. godine, kako tvrdi njegov hrišćanski panegirist Jevsevije iz Cezareje, iako se o iskrenosti njegovog preobraćenja raspravlja. Konstantin je potvrdio legalizaciju religije takozvanim Milanskim ediktom 313. godine, koji je zajednički izdao njegov rival na Istoku, Licinije (v. 308–324). Do kasnog 4. veka, car Teodosije Veliki je učinio hrišćanstvo državnom religijom, čime je transformisao klasični rimski svet, koji je Piter Braun okarakterisao kao „šuštanje u prisustvu mnogih božanskih duhova“.
Konstantin I je bio ključna ličnost u mnogim važnim događajima u hrišćanskoj istoriji, pošto je sazvao i prisustvovao prvom vaseljenskom saboru episkopa u Nikeji 325. godine, subvencionisao izgradnju crkava i svetilišta kao što je Crkva Svetog Groba u Jerusalimu i uključio sebe u pitanjima kao što su vreme Hristovog vaskrsenja i njegov odnos prema Pashi.
Rađanje hrišćanskog monaštva u pustinjama Egipta u 3. veku, koje je u početku delovalo van episkopske vlasti Crkve, postalo je toliko uspešno da je do 8. veka prodrlo u Crkvu i postalo primarna hrišćanska praksa. Monaštvo nije bilo jedini novi hrišćanski pokret koji se pojavio u kasnoj antici, iako je imao možda imao najveći uticaj. Drugi pokreti koji su poznati po svojim nekonvencionalnim praksama uključuju grejzere, svete ljude koji su jeli samo travu i okivali se lancima; pokret jurodivosta, u kojem se ophođenje kao budala smatralo se više božanskim nego ludim; i pokret stolpnik, gde je jedan praktikant živeo na vrhu stuba od 50 stopa 40 godina.
Kasna antika označava opadanje rimske državne religije, ograničeno u stepenima ediktima verovatno inspirisanim hrišćanskim savetnicima kao što je Jevsevije za careve iz 4. veka, i period dinamičnog verskog eksperimentisanja i duhovnosti sa mnogim sinkretičkim sektama, od kojih su neke formirane vekovima ranije, kao npr. gnosticizam ili neoplatonizam i haldejska proročišta, a neke nove, kao što je hermetizam. Kulminirajući reformama koje je zagovarao Apolonije iz Tijane, usvojio je Aurelijan i formulisao Julijan Flavije Klaudije da bi stvorio organizovanu, ali kratkotrajnu pagansku državnu religiju koja je obezbedila njen podzemni opstanak u vizantijsko doba i dalje.

## Literatura
- Perry Anderson (1974). Passages from Antiquity to Feudalism. Western Printing Services Ltd. Bristol.. NLB, London,
- Peter Brown (1989). The World of Late Antiquity: from Marcus Aurelius to Muhammad (AD 150–750). Thames and Hudson. ISBN 978-0-393-95803-4.
- Peter Brown (1997). Authority and the Sacred : Aspects of the Christianisation of the Roman World. Routledge. ISBN 978-0-521-59557-5.
- Peter Brown (2003). The Rise of Western Christendom: Triumph and Diversity 200–1000 AD. Blackwell. ISBN 978-0-631-22138-8.
- Henning Börm (2013). Westrom. Von Honorius bis Justinian. ISBN 978-3-17-023276-1.. Kohlhammer. . (Review in English).
- Averil Cameron (1993). The Later Roman Empire: AD 284–430. Harvard University Press. ISBN 978-0-674-51194-1.
- Averil Cameron (2011). The Mediterranean World in Late Antiquity AD 395–700. Routledge. ISBN 978-0-415-01421-2.
- Averil Cameron et al. (editors) (1997). The Cambridge Ancient History. Cambridge University Press.. vols. 12–14. ff.
- Gilian Clark (2011). Late Antiquity: A Very Short Introduction. Oxford University Press. ISBN 978-0-19-954620-6.
- John Curran (2000). Pagan City and Christian Capital: Rome in the Fourth Century. Clarendon Press. ISBN 978-0-19-815278-1.
- Peter Dinzelbacher and Werner Heinz (2007). Europa in der Spätantike.. Primus,
- Fabio Gasti (2013). Profilo storico della letteratura tardolatina. Pavia University Press. ISBN 978-88-96764-09-1.
- Tomas Hägg (ed.) "SO Debate: The World of Late Antiquity revisited," in Symbolae Osloenses (72), 1997.
- Scott F. Johnson, ур. (2012). The Oxford Handbook of Late Antiquity. Oxford University Press. ISBN 978-0-19-533693-1.
- Arnold H.M. Jones (1964). The Later Roman Empire, 284–602; a social, economic and administrative survey. University of Oklahoma Press.. vols. I, II. .
- Kitzinger, Ernst (1977). Byzantine art in the making: main lines of stylistic development in Mediterranean art, 3rd–7th century. Faber & Faber. ISBN 978-0-571-11154-1.
- Bertrand Lançon, Rome in Late Antiquity: AD 313 – 604, Routledge, 2001.
- Doug Lee (2000). Pagans and Christians in Late Antiquity: a Sourcebook.. Routledge, 2000.
- Noel Lenski, ур. (2006). The Cambridge Companion to the Age of Constantine. Cambridge University Press.
- Samuel N.C. Lieu and Dominic Montserrat (eds.), From Constantine to Julian: Pagan and Byzantine Views, A Source History, Routledge, 1996.
- Michael Maas, ур. (2005). The Cambridge Companion to the Age of Justinian. Cambridge University Press.
- Robert Markus (1990). The end of Ancient Christianity. Cambridge University Press.
- Ramsay MacMullen (1984). Christianizing the Roman Empire A.D. 100–400. Yale University Press. ISBN 978-0-300-03216-1.
- Stephen Mitchell (2006). A History of the Later Roman Empire. AD 284–641.. Blackwell,
- Michael Rostovtzeff (rev. P. Fraser), The Social and Economic History of the Roman Empire, Oxford, 1979.
- Johannes Wienand (ур.). Contested Monarchy. Integrating the Roman Empire in the Fourth Century AD.. Oxford, 2015.
- Guericke, Heinrich Ernst;  . (1857). A Manual of Church History: Ancient Church History Comprising the First Six Centuries. New York: Wiley and Halsted.
- González, Justo L. (1984). The Story of Christianity: Vol. 1: The Early Church to the Reformation. San Francisco: Harper. ISBN 0-06-063315-8.
- Latourette, Kenneth Scott (1975). A History of Christianity, Volume 1: Beginnings to 1500 (Revised) (paperback). San Francisco: Harper. ISBN 0-06-064952-6.
- Shelley, Bruce L. (1996). Church History in Plain Language (2nd изд.). Word Pub. ISBN 0-8499-3861-9.
- Hastings, Adrian (1999). A World History of Christianity. Wm. B. Eerdmans Publishing. ISBN 0-8028-4875-3.